# 반딧불이의 숲으로
반딧불이의 숲으로(일본어: 蛍火の杜へ)는 미도리카와 유키가 쓴 소녀 만화이다. 일본에서 LaLa DX 2002년 7월판에 출판되었으며 2003년 7월에 동명의 단행본으로 재인쇄되었다. 반딧불이의 숲으로는 호타루라는 소녀와 마스크를 쓴 낯선 청년 긴과의 우정에 관해 이야기를 다룬다.
44분 분량의 동명의 애니메이션 영화가 2011년 애니메이션 제작사 브레인즈 베이스를 통해 제작되었으며 감독은 오모리 다카히로가 맡았다. 이 영화의 성우로는 사쿠라 아야네와 우치야마 코우키가 맡았다.
애니메이션은 블루레이 디스크(BD)와 DVD로 일본에서 2012년 2월 22일 출시되었다.

## 애니메이션
반딧불이의 숲으로(蛍火の杜へ)는 일본에서 제작된 오오모리 타카히로 감독의 2011년 애니메이션, 멜로/로맨스, 판타지 영화이다. 우치야마 코우키 등이 성우로 참여하였다.

### 목소리 출연
- 우치야마 코우키
- 사쿠라 아야네

### 제작진
- 캐릭터디자인: 타카다 아키라

### 음악
전체 작사·작곡: Makoto Yoshimori
| #            | 제목                                                      | 재생 시간 |
| ------------ | --------------------------------------------------------- | --------- |
| 1.           | 〈Natsu o Miteita〉 (夏を見ていた, I Was Watching Summer) | 5:28      |
| 2.           | 〈Komorebi no Komichi〉 (木漏れ日の小道)                  | 2:58      |
| 3.           | 〈Ojii-chan no Tenohira〉 (おじいちゃんの手のひら)        | 3:05      |
| 4.           | 〈Aru Hi, Mori no Naka〉 (ある日、森の中)                 | 2:47      |
| 5.           | 〈Natsu to Machiawasete〉 (夏と待ち合わせて)              | 3:44      |
| 6.           | 〈Chokoreito〉 (ちょこれいと, Chocolate)                  | 1:52      |
| 7.           | 〈Yurayura to Hirahira to〉 (ゆらゆらとひらひらと)        | 4:02      |
| 8.           | 〈Aki mo Fuyu mo Haru mo〉 (秋も冬も春も)                 | 4:26      |
| 9.           | 〈Tsuki no Ito Akaki ni〉 (月のいとあかきに)              | 3:34      |
| 10.          | 〈Kanakana Shigure〉 (かなかなしぐれ)                     | 3:48      |
| 11.          | 〈Yamagami no Mori e〉 (山神の森へ)                       | 3:31      |
| 12.          | 〈Shuiro no Inori〉 (朱色の祈り)                          | 1:54      |
| 총 재생 시간 | 총 재생 시간                                              | 41:14     |